# نوک‌تخت جلوچشم‌اخرایی
نوک‌تخت جلوچشم‌اخرایی (نام علمی: Tolmomyias flaviventris) یا مگس‌گیر سینه‌زرد، پرندهای از تیرهٔ ژیان‌مرغان است که در آمریکای جنوبی از کلمبیا و ونزوئلا در جنوب تا پرو، بولیوی و برزیل و در ترینیداد و توباگو یافت می‌شود. در صدا و پرهای آن تغییرات چشمگیری وجود دارد، پرندگان غربی کدرتر و زیتونی‌تر، و پرندگان شرقی و شمالی درخشان‌تر و زرد اخرایی‌تر هستند. این دو گاهی گونه‌های جداگانه‌ای در نظر گرفته می‌شوند.
نوک‌اخرایی‌ها پرنده‌های نامحسوسی هستند که تمایل به شاخه‌نشینی داشتن در ارتفاعات دارند و برای گرفتن حشرات از آنجا بیرون می‌روند. صدا با سوت بلند است.